# 野村育世
野村育世（のむら いくよ、1960年- ）は、日本史学者。

## 人物・来歴
東京都生まれ。早稲田大学第一文学部日本史学科卒業。同大学院文学研究科博士後期課程満期退学。2003年「中世の家と後家・母・女院」で文学博士。女子美術大学付属高等学校・中学校教諭として勤務する傍ら、インディペンデント・スカラーとして、日本中世史・女性史の研究を続けている。

## 著書
- 『北条政子 尼将軍の時代』吉川弘文館 歴史文化ライブラリー、2000年。
- 『仏教と女の精神史』吉川弘文館、2004年。
- 『家族史としての女院論』校倉書房、2006年。
- 『ジェンダーの中世社会史』同成社、2017年。
- 『烏帽子と黒髪　中世ジェンダー考』同成社、2024年。
- 『蜘蛛　なぜ神で賢者で女なのか』講談社選書メチエ、2025年。

### 共著
- 石井勉絵『絵本日本女性史 1 原始・古代・中世』 大月書店 、2010年。
- 関民子; 関民子共編著『絵本日本女性史 4 学習の手引き』 大月書店、2010年。

## 論文
- ＜野村育世